# Lana i Lilly Wachowski
Lana Wachowski (ur. 21 czerwca 1965 w  Chicago jako Laurence „Larry” Wachowski) i Lilly Wachowski (ur. 29 grudnia 1967 w  Chicago jako Andrew Paul „Andy” Wachowski) – amerykańskie rodzeństwo pochodzenia polskiego, duet reżyserski, producencki i pisarski.

## Życiorys
Rodzeństwo przyszło na świat z przypisaną płcią biologiczną jako chłopcy w polsko-amerykańskiej rodzinie. Lana uczęszczała do Emerson College w Bostonie, natomiast Lilly do Bard w północnej części stanu Nowy Jork. Obydwie po dwóch latach edukacji porzuciły szkoły i powróciły do Chicago. Tam założyły biznes w branży budowlanej, a także zaczęły pisać dla komiksów Marvela.
Od czasu sukcesu Matriksa (1999), pierwszego obrazu z serii, studia filmowe interesowały się ich pracą. Trimark wykupił napisany lata wcześniej, niezrealizowany scenariusz pod tytułem Carnivore – opowieść o pensjonacie, którego goście znikają.
Odpowiadały także za produkcję i scenariusz do filmu V jak vendetta.

## Życie prywatne
W 1991 Lilly wzięła ślub z Alicią Blasingame. Lana w 1993 poślubiła Theę Bloom,  rozwiodła się z nią w 2002 roku. Następnie rozpoczęła prywatnie proces tranzycji i wykonywania operacji korekty płci.
W lipcu 2012 Lana po raz pierwszy wystąpiła publicznie jako Lana. Natomiast Lilly poinformowała o swojej tranzycji w 2016 roku.

## Filmografia

### Filmy
| Rok  | Tytuł                                              | Zajęcie                           | Uwagi                                           |
| ---- | -------------------------------------------------- | --------------------------------- | ----------------------------------------------- |
| 1995 | Zabójcy (Assassins)                                | pisanie fabuły                    |                                                 |
| 1996 | Brudne pieniądze (Bound)                           | reżyseria i scenariusz            | pełnometrażowy debiut reżyserski                |
| 1999 | Matrix (The Matrix)                                | reżyseria i scenariusz            |                                                 |
| 2001 | The Matrix Revisited                               | produkcja                         | film dokumentalny                               |
| 2003 | Animatrix                                          | produkcja                         | seria filmów krótkometrażowych                  |
| 2003 | Matrix Reaktywacja (The Matrix Reloaded)           | reżyseria i scenariusz            |                                                 |
| 2003 | Matrix Rewolucje (The Matrix Revolutions)          | reżyseria i scenariusz            |                                                 |
| 2005 | V jak vendetta (V for Vendetta)                    | produkcja i scenariusz            | adaptacja komiksu                               |
| 2007 | Inwazja                                            | scenariusz                        | poprawki do sceneriusza (bez uznania autorstwa) |
| 2008 | Speed Racer                                        | reżyseria, scenariusz i produkcja |                                                 |
| 2009 | Ninja Assassin                                     | produkcja                         |                                                 |
| 2012 | Atlas chmur (Cloud Atlas)                          | reżyseria, scenariusz i produkcja |                                                 |
| 2014 | Google Me Love                                     | produkcja                         | film krótkometrażowy                            |
| 2015 | Jupiter: Intronizacja (Jupiter Ascending)          | reżyseria, scenariusz i produkcja |                                                 |
| 2021 | Matrix Zmartwychwstania (The Matrix Resurrections) | reżyseria, scenariusz i produkcja | tylko Lana                                      |

### Seriale
| Rok       | Tytuł            | Zajęcie                           | Uwagi                   |
| --------- | ---------------- | --------------------------------- | ----------------------- |
| 2015-2018 | Sense8           | reżyseria, scenariusz i produkcja | od 2. sezonu tylko Lana |
| 2019-2021 | Work in Progress | reżyseria, scenariusz i produkcja | tylko Lilly             |